# Jsem v kapele
Jsem v kapele (v anglickém originále I'm in the Band) je americký sitcom, který byl vysílán v USA na Disney XD. Jeho první epizoda měla premiéru 14. července 2009, pravidelně však byl vysílán od 27. listopadu 2009. Seriál byl ukončen druhou řadou, poslední díl byl vysílán 9. prosince 2011. V Česku byl vysílán na Disney Channel.

## Obsah
Komediální televizní seriál Jsem v kapele sleduje osudy čtrnáctiletého Trippa Campbella. Ten se stane kytaristou rockové kapely Iron Weasel, kterou odmalička obdivoval. Tripp však brzy zjistí, že vrátit kapele její bývalou slávu nebude vůbec žádná hračka.
Rocková kapela Iron Weasel má tři členy: hlavního zpěváka Dereka Jupitera, baskytaristu Burgera Pitta, a bubeníka Ashe. Členové kapely se myšlence mít v kapele puberťáka zpočátku vysmívají. Poté, co jim Tripp nabídne ubytování ve svém domě, však svůj názor přehodnotí. Tripp přesvědčí svou matku, Beth Campbellovou, že členové kapely se budou chovat slušně a ta jim dovolí zůstat.
Tripp vkládá do Iron Weasel velké naděje a dělá všechno proto, aby kapela prožila comeback. Bohužel, rockeři z Iron Weasel přitahují smůlu a potíže. Navzdory nepřízni osudu však Tripp a jeho kamarádi z kapely vždycky najdou způsob, jak problémy vyřešit a hlavně dělat to, co mají na světě nejradši – hrát rock.

## Obsazení
- Tripp Ryan Campbell, hlavní postava a kytarista – Logan Miller
- Derek Jupiter, zpěvák Iron Weasel – Steve Valentine
- Burger Pitt, baskytarista – Greg Baker
- Ash Tyler, bubeník – Stephen Full
- Isabella “Izzy” Fuentesová, Trippova nejlepší kamarádka – Caitlyn Taylor Love
- Jared, Trippův nejlepší kamarád – Aaron Albert
- Beth Campbellová, Trippova matka – Beth Littleford
- Lana, Trippova přítelkyně – Katelyn Pacitto
- Arlene “Otravná” Rocová – Raini Rodriguez
- Ernesto Bresto, zápasník – Hollywood Yates
- Strickland, ředitel – Reginald VelJohnson

## Vysílání
| Řada | Díly    | Premiéra v USA     | Premiéra v USA    | Premiéra v ČR     | Premiéra v ČR  |
| Řada | Díly    | První díl          | Poslední díl      | První díl         | Poslední díl   |
| ---- | ------- | ------------------ | ----------------- | ----------------- | -------------- |
| 1    | 20 (21) | 27. listopadu 2009 | 8. listopadu 2010 | 17. července 2010 | 13. srpna 2011 |
| 2    | 21      | 17. ledna 2011     | 9. prosince 2011  | 5. července 2011  | 13. října 2012 |